# Kladje nad Blanco
Kladje nad Blanco je naselje v Občini Sevnica.